# オータケ・サンタマリアの100まで生きるつもりです
『オータケ・サンタマリアの100まで楽しむつもりです』（オータケ・サンタマリアのひゃくまでたのしむつもりです） はテレビ朝日で2018年10月9日から2019年9月28日まで放送されていたバラエティ番組である。通算49回（22回+27回）。大竹一樹（さまぁ〜ず）とユースケ・サンタマリアの冠番組。

## 概要
100歳まで生きそうな人「100生きさん」(改題後は「楽し民」に呼称変更)の独特なライフスタイルから長寿のヒントを得る健康バラエティ。
レギュラー化以前、「100まで生きるつもりです」のタイトルで2018年5月3日、10日に「第2企画工場」枠内で、また同年6月29日に単発特番が放送された。
2019年4月6日からは毎週土曜日午前11:10 - 11:40に枠移動し、番組名を『100まで楽しむつもりです』（ひゃくまでたのしむつもりです）に改題し、フリーアナウンサーの高島彩が加わった。
2019年9月28日をもって放送を終了した。

## 出演
- 大竹一樹（さまぁ〜ず）
- ユースケ・サンタマリア
- 高島彩（フリーアナウンサー）

### 過去の出演者
- 堂真理子（テレビ朝日アナウンサー）

## ネット局
『オータケ・サンタマリアの100まで生きるつもりです』のネット局
| 放送対象地域 | 放送局                   | 系列           | 放送日時                     | 放送開始日     | ネット状況 | 備考  |
| ------------ | ------------------------ | -------------- | ---------------------------- | -------------- | ---------- | ----- |
| 関東広域圏   | テレビ朝日（EX）         | テレビ朝日系列 | 火曜 0:20 - 0:50（月曜深夜） | 2018年10月9日  | 制作局     |       |
| 青森県       | 青森朝日放送（ABA）      | テレビ朝日系列 | 火曜 0:20 - 0:50（月曜深夜） | 2018年10月9日  | 同時ネット | [ 3 ] |
| 岩手県       | 岩手朝日テレビ（IAT）    | テレビ朝日系列 | 火曜 0:20 - 0:50（月曜深夜） | 2018年10月9日  | 同時ネット |       |
| 秋田県       | 秋田朝日放送（AAB）      | テレビ朝日系列 | 火曜 0:20 - 0:50（月曜深夜） | 2018年10月9日  | 同時ネット |       |
| 山形県       | 山形テレビ（YTS）        | テレビ朝日系列 | 火曜 0:20 - 0:50（月曜深夜） | 2018年10月9日  | 同時ネット |       |
| 福島県       | 福島放送（KFB）          | テレビ朝日系列 | 火曜 0:20 - 0:50（月曜深夜） | 2018年10月9日  | 同時ネット |       |
| 新潟県       | 新潟テレビ21（UX）       | テレビ朝日系列 | 火曜 0:20 - 0:50（月曜深夜） | 2018年10月9日  | 同時ネット |       |
| 長野県       | 長野朝日放送（abn）      | テレビ朝日系列 | 火曜 0:20 - 0:50（月曜深夜） | 2018年10月9日  | 同時ネット |       |
| 沖縄県       | 琉球朝日放送（QAB）      | テレビ朝日系列 | 火曜 0:20 - 0:50（月曜深夜） | 2018年10月9日  | 同時ネット |       |
| 中京広域圏   | メ〜テレ（NBN）          | テレビ朝日系列 | 火曜 0:25 - 0:55（月曜深夜） | 2018年10月9日  | 5分遅れ    |       |
| 石川県       | 北陸朝日放送（HAB）      | テレビ朝日系列 | 月曜 1:25 - 1:55（日曜深夜） | 2018年12月10日 | 遅れネット | [ 4 ] |
| 広島県       | 広島ホームテレビ（HOME） | テレビ朝日系列 | 月曜 13:55 - 14:25           | -              | 遅れネット |       |
| 山口県       | 山口朝日放送（yab）      | テレビ朝日系列 | 土曜 9:50 - 10:20            | -              | 遅れネット |       |
| 福岡県       | 九州朝日放送（KBC）      | テレビ朝日系列 | 月曜 0:55 - 1:25（日曜深夜） | -              | 遅れネット |       |

『100まで楽しむつもりです』のネット局
| 放送対象地域   | 放送局                    | 系列           | 放送日時                     | 放送開始日    | ネット状況 | 備考  |
| -------------- | ------------------------- | -------------- | ---------------------------- | ------------- | ---------- | ----- |
| 関東広域圏     | テレビ朝日（EX）          | テレビ朝日系列 | 土曜 11:10 - 11:40           | 2019年4月6日  | 制作局     |       |
| 沖縄県         | 琉球朝日放送（QAB）       | テレビ朝日系列 | 日曜 14:50 - 15:20           | 2019年4月21日 | 遅れネット |       |
| 鳥取県・島根県 | 山陰放送（BSS）           | TBS系列        | 金曜 11:00 - 11:30           | 2019年4月26日 | 遅れネット |       |
| 福岡県         | 九州朝日放送（KBC）       | テレビ朝日系列 | 日曜 14:55 - 15:25           | 2019年4月28日 | 遅れネット |       |
| 愛媛県         | 愛媛朝日テレビ（eat）     | テレビ朝日系列 | 木曜 1:55 - 2:25（水曜深夜） | 2019年5月2日  | 遅れネット |       |
| 大分県         | 大分朝日放送（OAB）       | テレビ朝日系列 | 火曜 14:29 - 14:59           | 2019年5月7日  | 遅れネット |       |
| 長野県         | 長野朝日放送（abn）       | テレビ朝日系列 | 金曜 10:32 - 11:00           | 2019年5月10日 | 遅れネット |       |
| 長崎県         | 長崎文化放送（NCC）       | テレビ朝日系列 | 土曜 13:00 - 13:30           | 2019年5月11日 | 遅れネット |       |
| 山口県         | 山口朝日放送（yab）       | テレビ朝日系列 | 日曜 14:50 - 15:20           | 2019年5月12日 | 遅れネット |       |
| 富山県         | チューリップテレビ（TUT） | TBS系列        | 金曜 10:20 - 10:50           | 2019年9月6日  | 遅れネット | [ 5 ] |

## スタッフ
※→100まで楽しむつもりですから加入
- ナレーション：渡辺江里子、木村美穂（阿佐ヶ谷姉妹）
- 構成：中野俊成、小杉四駆郎、高橋秀一、カツオ、松田敬三、吉野基比古、前田弘人（吉野・前田→以前はリサーチ）
- TM：高田格（テレビ朝日）
- TD：廣瀬義幸
- カメラ：石井豪、住田清志、藤井雄基（住田・藤井→※）
- 音声：五十嵐暢之、江尻和茂（江尻→※）
- VE：石原敬太、橋口司（橋口→→※）
- 照明：松原功幸、森口花菜（森口→※）
- 美術：森崎愛美（テレビ朝日、以前はデザイン）
- デザイン：加藤由紀子（※）
- 美術進行：仲田幸正
- 大道具：作田慎之介
- 小道具：塚谷将朗
- タイトル・CG：川口祐志郎
- メイク：池田真希、福山宏美 川口カツラ店
- スタイリスト：髙村純子、横田大樹、瀧本景子、田中佐絵子
- 編集：五十嵐剛輝
- MA：渡邊剛盛
- 音効：佐藤卓嗣
- 編成：沼田真明、秋谷祥加（共にテレビ朝日）
- 宣伝：西田沙希（テレビ朝日）
- デスク：永野智子
- 技術協力：JUNE SEP
- リサーチ：近藤雄亮、鈴木遼、ひろし、山崎暁子、山田勇、佐々木健介
- アシスタントディレクター：大出俊博、荒川貴洋、大友淳、マリク紗世武、村上直人、丸山由衣、橋場優香、井上輝心
- アシスタントプロデューサー：辻美子（ハンター）、田村奈津季
- 制作進行：北浦美優
- ディレクター：鎗野貴生、藤野義明、関谷司、布目顕一郎、磯田裕介、中本訓彦、中根拓也、青木誉幸、笹田和宏（笹田→テレビ朝日）（鎗野・関谷・中本→※）
- 監修：飯山直樹（ケイマックス）
- 演出：近藤大輔（テレビ朝日）
- プロデューサー：荻野健太郎・澤田晋（共にテレビ朝日）、菊池貴也（ケイマックス）、須藤勝・山下浩一（共にビー・ブレーン）
- ゼネラルプロデューサー：奥田創史（テレビ朝日）
- 制作協力：K-max、BEE BRAIN
- 制作著作：テレビ朝日

過去のスタッフ
- 美術：小山晃弘
- 編成：三浦靖雄、岩井健太郎（共にテレビ朝日）
- アシスタントプロデューサー：門池真希
- ディレクター：塚田正道、西田法明